# Laelia autumnalis
Laelia autumnalis är en orkidéart som först beskrevs av Juan José Martinez de Lexarza, och fick sitt nu gällande namn av John Lindley. Laelia autumnalis ingår i släktet Laelia och familjen orkidéer. Inga underarter finns listade i Catalogue of Life.

## Bildgalleri

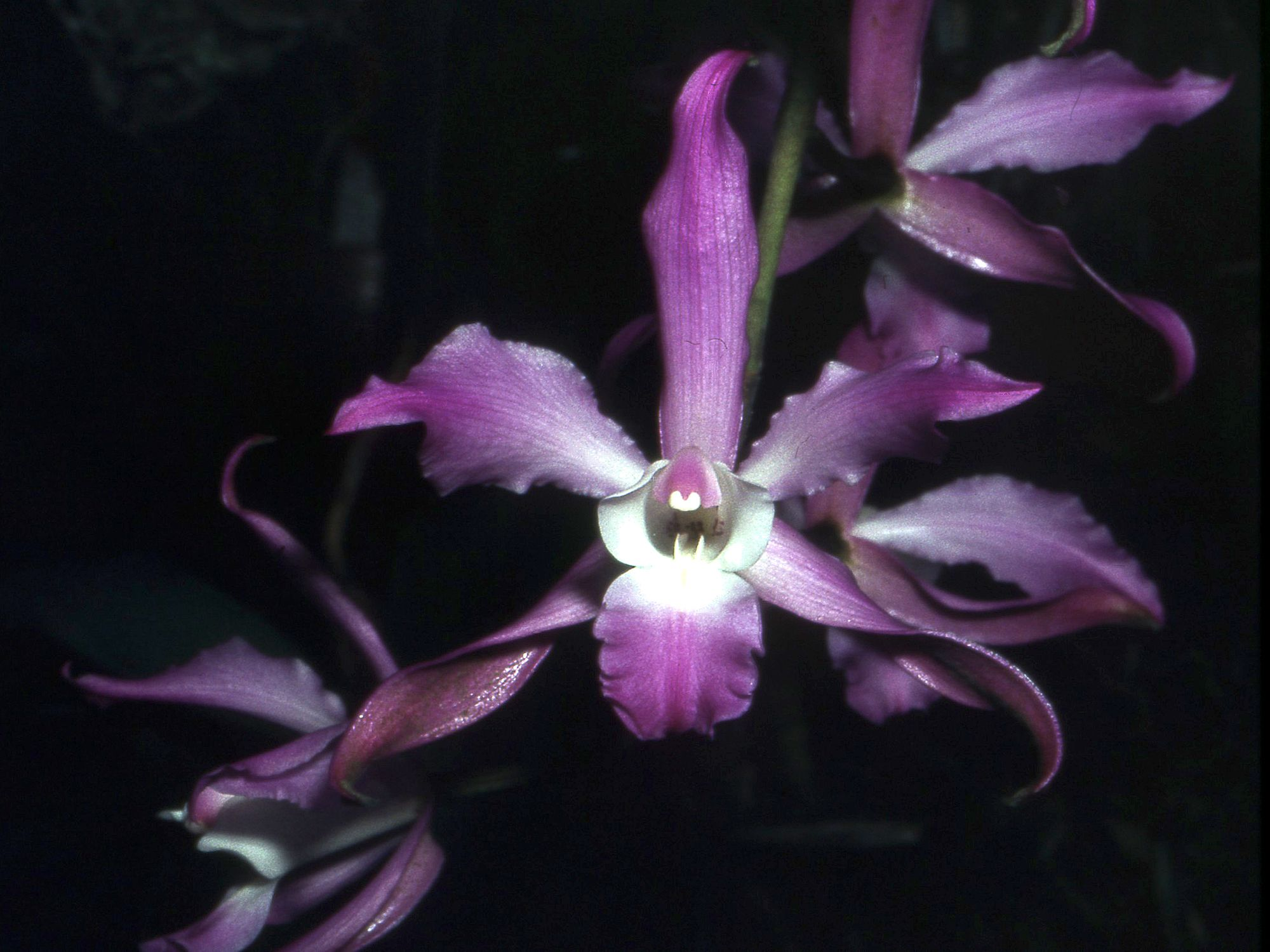
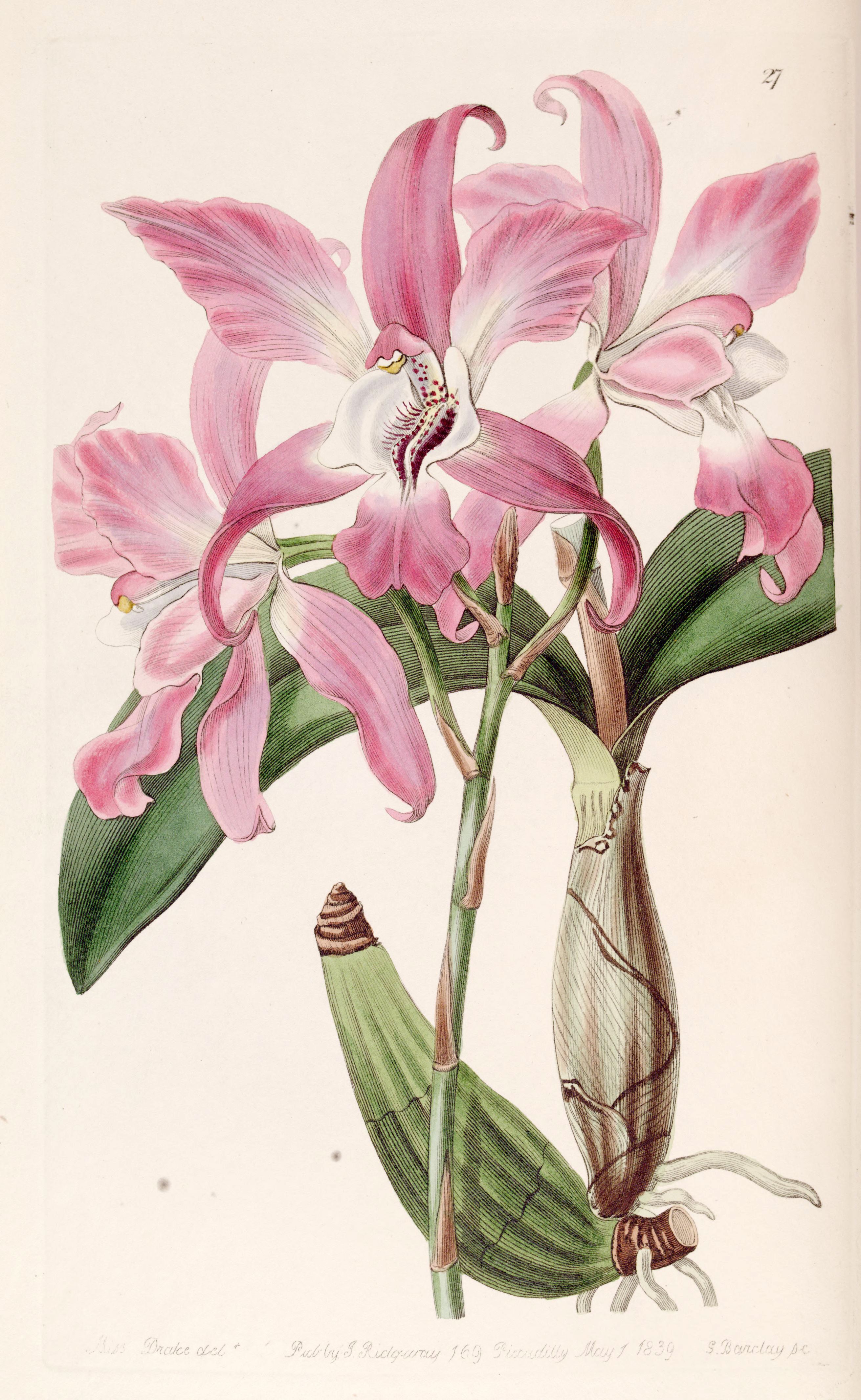
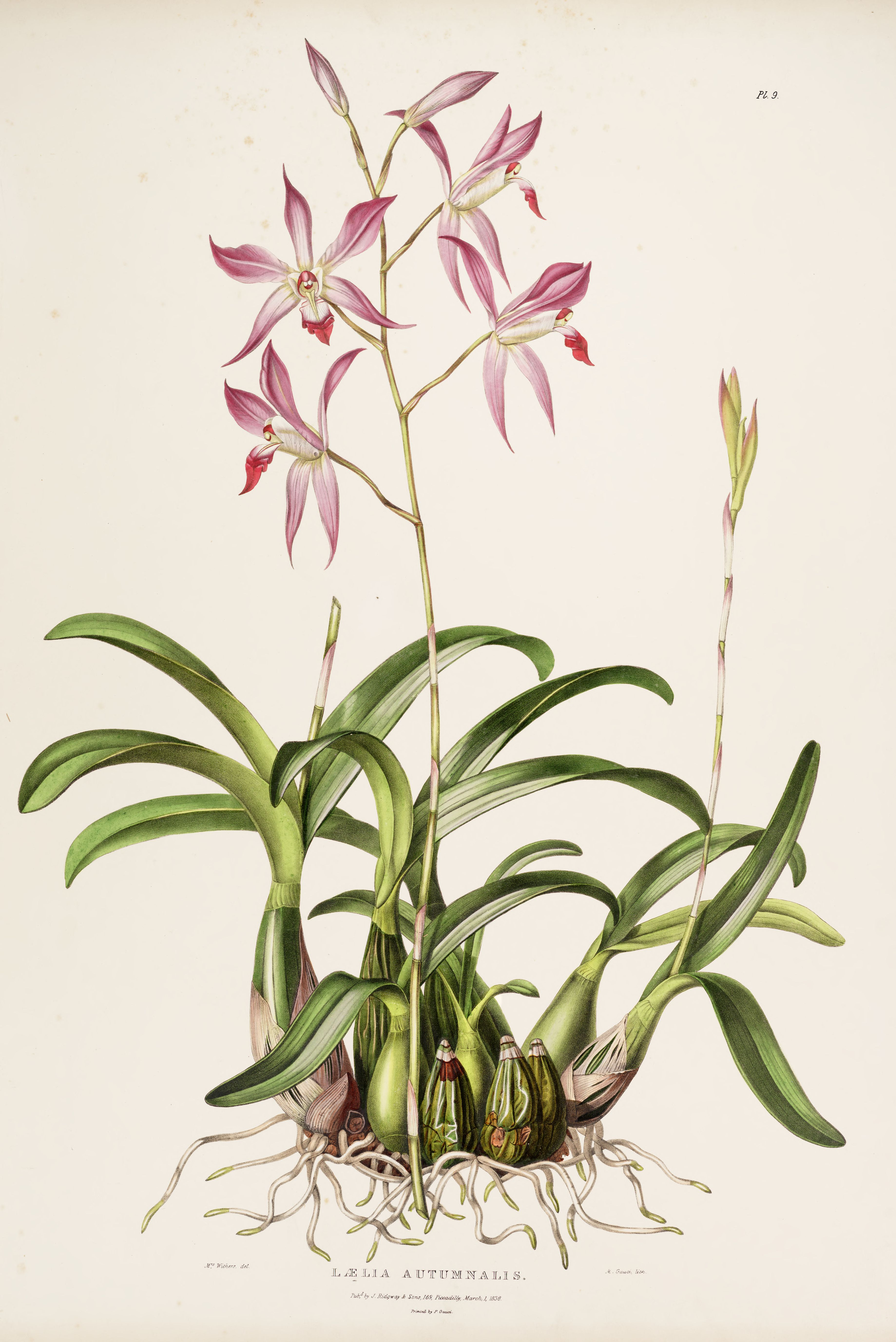
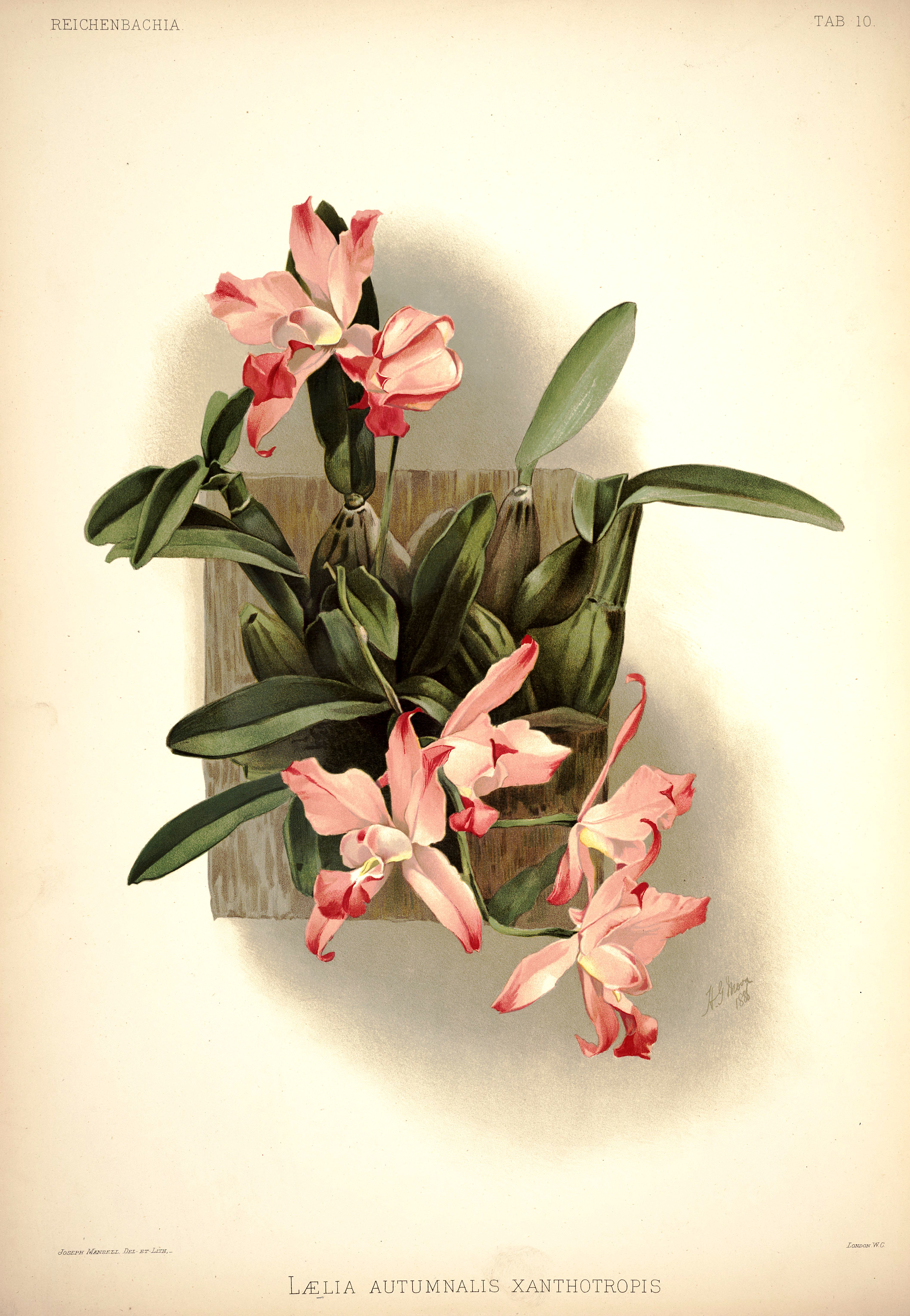
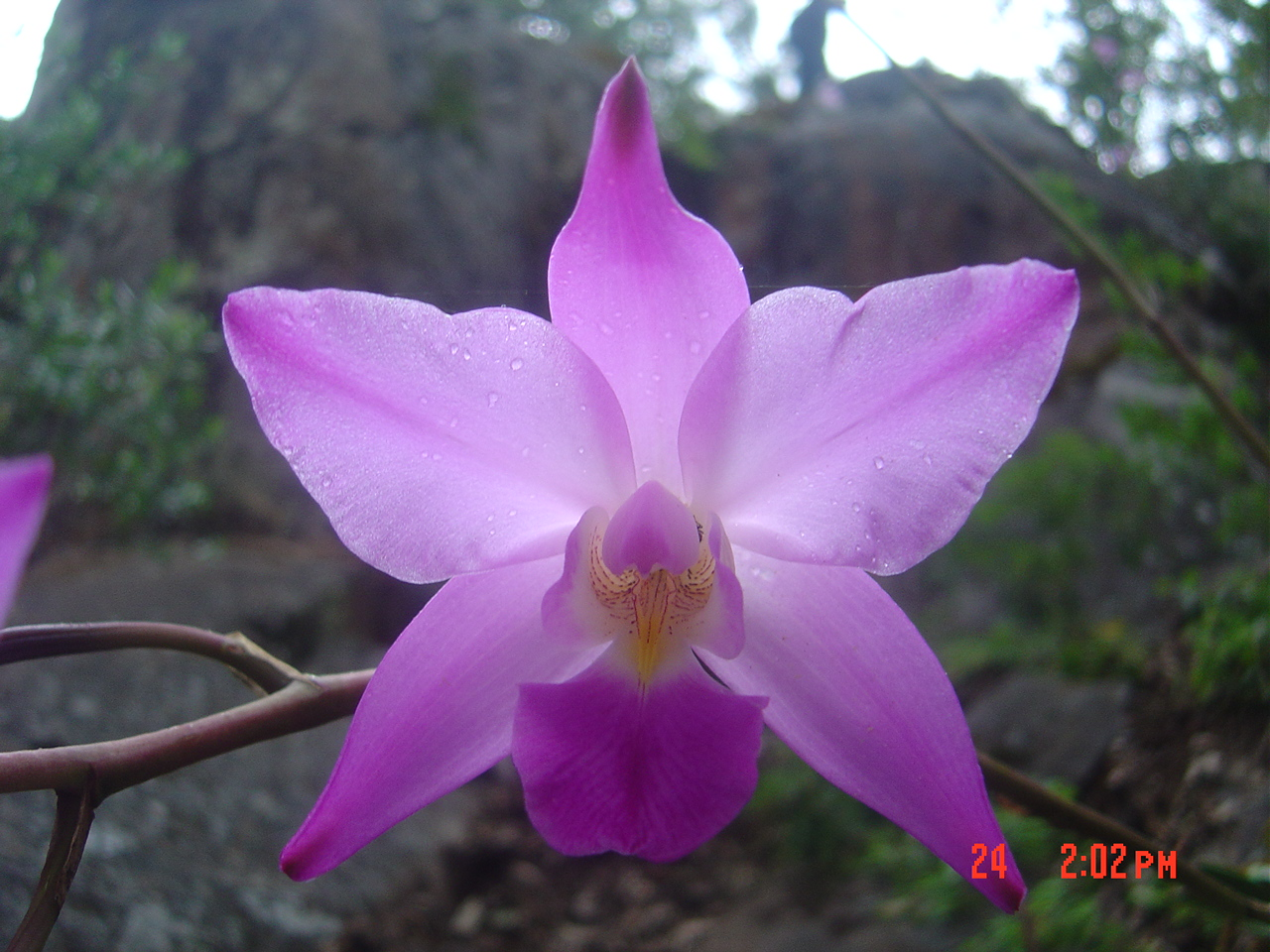